# Орест Йерусалимски
Вижте пояснителната страница за други личности с името Орест.
Орест (на гръцки: Ὀρέστης)) е православен патриарх на Йерусалим (986 – 1006).

## Религиозна дейност
Той първо е монах от Базилианския орден в Южна Италия. С помощта на сестра си, конкубина на фатимидския калиф Ал-Азиз Билах (* 955; † 996), през 986 г. Орест е избран за патриарх на Йерусалим. През 1000 г. той е член на дипломатическа мисия в Константинопол, за да води преговори с Византийската империя. Той умира вероятно там.
Брат му Арсениос, който е издигнат като патриарх на Александрия, също управлява патриархата на Йерусалим след смъртта на Орестес до смъртта си през 1010 г.